# The Torturer
The torturer è un film del 2005 diretto da Lamberto Bava.

## Trama
Ginette è una laureata ventiquattrenne che, nel tentativo di affermarsi come attrice nel mondo del teatro, si presenta a un provino del regista Alex Scerba, famoso per le sue messe in scena estreme. Successivamente, nonostante tra i due nasca presto una relazione sentimentale, Ginette intuisce che in quell'ambiente qualcosa non vada per il verso giusto. Dopo avere appreso che una sua cara amica è misteriosamente scomparsa proprio dopo avere sostenuto un provino per diventare attrice come lei, inizia a indagare non solo sul passato di Alex, il quale talvolta mostra segni di squilibrio mentale, ma anche nell'abitazione dove lavora. Scoprirà ben presto una realtà agghiacciante e dovrà scontrarsi con un sadico individuo che, celato da una maschera, con il pretesto di scoprire nuovi talenti, adesca ragazze per poi torturarle e filmare la loro morte.

## Distribuzione
Del Dvd esiste una edizione prodotta dalla Cecchi Gori Home Video/Flamingo Video nel 2006 ma, nonostante siano inesistenti gli extra, rimane ad oggi l'unica edizione del film.